# Shatta Wale
Pour les articles homonymes, voir Wale.
 (juin 2025).
La mise en forme du texte ne suit pas les recommandations de Wikipédia : il faut le « wikifier ».
Les points d'amélioration suivants sont les cas les plus fréquents. Le détail des points à revoir est peut-être précisé sur la page de discussion.
- Les titres sont pré-formatés par le logiciel. Ils ne sont ni en capitales, ni en gras.
- Le texte ne doit pas être écrit en capitales (les noms de famille non plus), ni en gras, ni en italique, ni en « petit »…
- Le gras n'est utilisé que pour surligner le titre de l'article dans l'introduction, une seule fois.
- L'italique est rarement utilisé : mots en langue étrangère, titres d'œuvres, noms de bateaux, etc.
- Les citations ne sont pas en italique mais en corps de texte normal. Elles sont entourées par des guillemets français : « et ».
- Les listes à puces sont à éviter, des paragraphes rédigés étant largement préférés. Les tableaux sont à réserver à la présentation de données structurées (résultats, etc.).
- Les appels de note de bas de page (petits chiffres en exposant, introduits par l'outil «  Source ») sont à placer entre la fin de phrase et le point final[comme ça].
- Les liens internes (vers d'autres articles de Wikipédia) sont à choisir avec parcimonie. Créez des liens vers des articles approfondissant le sujet. Les termes génériques sans rapport avec le sujet sont à éviter, ainsi que les répétitions de liens vers un même terme.
- Les liens externes sont à placer uniquement dans une section « Liens externes », à la fin de l'article. Ces liens sont à choisir avec parcimonie suivant les règles définies. Si un lien sert de source à l'article, son insertion dans le texte est à faire par les notes de bas de page.
- La présentation des références doit suivre les conventions bibliographiques. Il est recommandé d'utiliser les modèles {{Ouvrage}}, {{Chapitre}}, {{Article}}, {{Lien web}} et/ou {{Bibliographie}}. Le mode d'édition visuel peut mettre en forme automatiquement les références.
- Insérer une infobox (cadre d'informations à droite) n'est pas obligatoire pour parachever la mise en page.

Pour une aide détaillée, merci de consulter Aide:Wikification.
Si vous pensez que ces points ont été résolus, vous pouvez retirer ce bandeau et améliorer la mise en forme d'un autre article.
Charles Nii Armah Mensah Jr., né le 17 octobre 1984, connu sous son nom de scène Shatta Wale, anciennement Bandana,, est un artiste ghanéen de reggae-dancehall. Shatta Wale a commencé avec le nom de scène « Bandana » après le lycée et a sorti le titre à succès Bandana from Ghana,. Modèle:Refnrc. L'ascension soudaine de Shatta Wale s'est produite lors des VGMA Awards 2013 lorsqu'il a lancé des insultes lyriques à VGMusic.com (en) maintenant Telecel Ghana Music Awards (TGMA) parce qu'il a proclamé qu'ils lui avaient volé le titre d'artiste Dancehall de l'année au profit d'une artiste Dancehall féminine, Kaakie. Même si la chanson avait des paroles vulgaires, elle était tellement attendue par les médias qu'elle a créé une percée.
Son plus grand succès en 2013, Dancehall King a pris les ondes par surprise. Les revenus musicaux de Shatta Wale proviennent principalement de l'organisation de spectacles qui attirent des milliers de jeunes Ghanéens.
En 2015, Shatta Wale a demandé à ne pas être nommé aux Vodafone Prix de la musique ghanéenne même s'il aurait pu remporter le prestigieux prix de l'Artiste et de la Chanson de l'année pour la deuxième fois consécutive avec ses chansons à succès Dancehall Commando avec Sarkodie, Party all night long avec Jah Vinci (en), Wine Ya Waist avec Davido et Korle Gonno parmi les nombreuses chansons à succès qu'il a sorties l'année précédente : en raison d'une affaire judiciaire imminente avec les organisateurs des Awards Charter House Productions Ltd pour avoir prétendument tenu des propos diffamatoires contre le PDG de Charter House dans une vidéo qu'il a mise en ligne sur sa page Facebook. Le travail de Shatta Wale en 2014 lui a valu d'être proposé pour les premiers et très prestigieux GN Bank Awards en tant que musicien masculin de l'année du choix du public.
Ses singles les plus connus sont Dancehall King, My Level et Taking Over. Il est également connu pour Already du film Le Roi Lion : Le Cadeau de Beyoncé, dans lequel Major Lazer était également présent. Sa chanson Dancehall King lui a valu le titre d'Artiste de l'année lors de l'édition 2014 des Vodafone Prix de la musique ghanéenne. Wale est également un acteur qui est apparu dans les films Never Say Never, Le procès de Shatta Wale et Shattered Lives. L'enregistrement de Wale de 2004, Moko Hoo a été proposé pour un Prix de la musique ghanéenne.
En 2014, il a atteint la 38e place du classement des « 100 Ghanéens les plus influents » d'E.tv,. Depuis lors, il apparaît dans les charts chaque année. Il a été classé « Musicien le plus influent » sur les réseaux sociaux en 2017. Il a établi un record en tant qu'artiste dancehall en remportant onze prix lors de la cérémonie des 3Music Awards (en) 2019.

## Début de la vie
Charles Nii Armah Mensah Jr. est né à Accra, au Ghana, à l'hôpital de police le 17 octobre 1984 de Charles Nii Armah Mensah Snr et Elsie Evelyn Avemegah. Son père est un homme politique, un homme d'affaires et un juriste.
Shatta Wale a fréquenté la Seven Great Princes Academy à Dansoman (en), une banlieue d'Accra, où il a démontré une affinité pour les arts et a joué dans une série dramatique populaire, By the Fireside, au Théâtre national du Ghana. Il a ensuite poursuivi ses études à l'école secondaire de Winneba où il a obtenu son éducation de deuxième cycle. Au début de sa carrière, Wale s'appelait Doggy.

### 2019–2020
En 2019, il a collaboré avec Beyoncé intitulée « Déjà » sur son album Le Roi Lion : Le Cadeau qui a été nommé aux Grammy Awards.

### 2021–présent
En 2021, il a été nommé pour deux prix et a remporté le prix du « Meilleur artiste virtuel de l'année » aux International Reggae and World Music Awards (IRAWMA).
Wale a sorti une chanson en janvier 2024 intitulée Balloon, avec une vidéo d'accompagnement.
Il s'est produit au concert Freedom Street de Vybz Kartel en Jamaïque.
Le 10 avril 2025, Shatta Wale a accueilli l'influenceur nigérian TikTok Peller (en) dans son manoir au Ghana, suscitant une attention virale en ligne à travers leurs vidéos collaboratives et leurs apparitions promotionnelles, notamment en lien avec Shaxi, sa société de covoiturage.

## Concerts
Il a été le premier Ghanéen à organiser un concert numérique sur YouTube, baptisé le Faith Concert. Le concert a été organisé pour apporter de l'espoir aux Ghanéens et à son public mondial dans le cadre de la lutte contre la pandémie de COVID-19,,. Il a été sélectionné par le ministère des Communications du Ghana, aux côtés du musicien Highlife Kuami Eugene comme artistes principaux du concert de lancement virtuel de l'application COVID-19 , qui s'est tenu le lundi 13 avril 2020. Le samedi 17 octobre 2020, il a organisé une grande fête d'anniversaire, à laquelle ont assisté sa famille et ses amis, dans sa résidence de Legon Est (en) pour marquer son 36e anniversaire.
Le 31 décembre 2024, Vybz Kartel a invité Shatta Wale à venir se produire lors de son concert Freedom Street en Jamaïque. Grâce à l'amour et au soutien qu'il lui a témoignés au fil des années, même lorsque Vybz Kartel était en prison. Le spectacle mettait en vedette les meilleurs artistes internationaux comme Busta Rhymes, Chronic Law, Shawn Storm, Masicka, Bounty Killer, Jah Vinci (en), Rvssian (en), Spice, Popcaan, etc.

## Distinctions/Reconnaissances
Le maire de Worcester, Joseph Petty, a remis à Shatta Wale la clé de la ville (en) le 8 juillet 2017.
Le 18 mars 2018, Wale a reçu un prix honorifique pour sa contribution au reggae au Ghana lors de la 37e édition annuelle des Chicago Music Awards (CMA), en conjonction avec la 36e édition des International Reggae & World Music Awards (IRAWMA).
Le 24 avril 2025, Shatta Wale a de nouveau été reconnu lors de la Masterclass Marques et Marketing de l'Université du Ghana, où ses compétences en matière de marque et de marketing ont été étudiées.

## Approbations
En 2014, Wale est devenu ambassadeur de la marque Guinness Ghana Breweries (en), et en tant qu'ambassadeur de la marque (en) Rush Energy Drink,,.
En septembre 2017, Kasapreko Company Limited, producteur de plusieurs boissons alcoolisées et non alcoolisées au Ghana, a dévoilé Wale comme nouvel ambassadeur de marque pour Storm Energy Drink. Le 19 juillet 2023, Shatta Wale et Kasapreko Company Limited (KCL) ont renouvelé leur accord pour que Shatta Wale continue d'être le visage de Storm Energy Drink.
Le 17 novembre 2017, Shatta Wale a signé un accord avec Boss Baker Beef Roll en tant qu'ambassadeur de la marque. Infinix Ghana, une société de smartphones, a annoncé mercredi 11 septembre 2019 que Shatta Wale serait son ambassadeur de marque.

## Œuvres caritatives et dons
Le 12 juin 2024, Shatta Wale a soutenu les Buzstop Boys lors d'un exercice de nettoyage communautaire à Alajo (en) à Accra et a fait don d'une certaine somme par l'intermédiaire de sa fondation à l'organisation pour maintenir leurs initiatives environnementales,.

### Projet d'invasion d'Accra
Shatta Wale a annoncé le 16 septembre 2024 la recherche de talents à Accra, la capitale du Ghana, qui ont besoin d'un coup de pouce et de soutien pour faire de leurs rêves une réalité. Le nom du projet est « Accra Invasion Project » (AIP). Jusqu'à présent, il a découvert nneuf jeunes talents, dont Papillon Blood, Shattonzy, Zicoranking, JoeQuaye, Blakid, Boy Cray, Kinjunia, Dosted Gennah et Sanaa, la seule femme parmi eux.
Le « Projet d'invasion d'Accra » (AIP) est propulsé exclusivement par le soutien de la base, sans l’aide du gouvernement ou de l’élite.
Cette initiative autofinancée vise à inspirer et à équiper la jeunesse ghanéenne tout en stimulant l’emploi dans l’industrie des arts, un secteur négligé au Ghana. Il encourage les jeunes Ghanéens à transcender leurs affiliations politiques et à cultiver leur autonomie.
Un point essentiel à retenir : un impact substantiel est réalisable sans investissement initial substantiel ; l’autonomisation collective des jeunes peut conduire à une croissance transformatrice.
Selon lui, il n'abandonne pas la jeunesse, il essaie de faire les dix régions et la région de la Volta est la prochaine sur sa liste de découverte de talents.

## Controverse
En octobre 2021, Shatta Wale aurait créé un canular selon lequel il avait été abattu et recevait un traitement. Il s'est ensuite rendu aux autorités car la police l'avait déclaré recherché. Il a été arrêté par la police du Ghana (en) pour avoir prétendument participé à la création et à la diffusion d'informations visant à créer la peur et la panique,. Il a été placé en détention provisoire pendant une semaine,,. Le mardi 26 octobre 2021, Shatta Wale s'est vu accorder une caution de 100 000 GH¢ lors de l'audience d'aujourd'hui. L'affaire a été ajournée au 9 novembre 2021,,. Quinze jours après la libération sous caution de l'artiste, il a été pris dans une autre confrontation avec la police alors qu'il quittait en trombe une réunion avec des célébrités convoquées à la demande du chef de la police du Ghana. Shatta Wale s'est plaint d'un traitement injuste lors de la réunion après que tous ses collègues ont été autorisés à utiliser leurs téléphones et lui non. Il a ensuite fait rapport à la réunion.

## Les querelles
Shatta Wale étant un artiste controversé dans l'industrie musicale ghanéenne, il a eu des disputes avec de nombreux autres artistes comme :
- Stonebwoy : En 2018[54], Stonebwoy a été interrogé sur l'affirmation de Shatta Wale selon laquelle Stonebwoy avait refusé de collaborer avec lui. Stonebwoy a répondu en disant que Shatta Wale avait suggéré que Stonebwoy était responsable de la mort de sa mère en 2015. Shatta Wale a nié ces allégations lors d'une interview. Le conflit s'est intensifié lorsque Shatta Wale et son équipe sont montés sur scène pour féliciter Stonebwoy après avoir remporté les Vodafone Ghana Music Awards pour l'artiste Dancehall de l'année. Cela a conduit Stonebwoy à sortir une arme sur scène.
- Sarkodie : Shatta Wale a commenté son bœuf avec Sarkodie, en disant que s'il répond à Sarkodie, la mère de Sarkodie le suppliera d'arrêter de faire de la musique[55]
- Yaa Pono (ponobiom)[56]
- Kwadwo Sheldon[57]
- Samini (batman)[58]
- Kwaw kesse (Abodam)[59].
- Bœuf avec Sheldon : En 2023, Charles et Kwadwo Sheldon de Kwadwo Sheldon Studios (KSS) se sont lancés dans le divertissement. La source de cette dispute était un commentaire fait par Sheldon : « Dans ses chansons, Shatta Wale se présente comme un gangster, mais il a contacté la police à la suite d'une dispute en ligne ». Sheldon a déclaré dans une interview qu'il avait été dénoncé à l'IGP du Ghana, George Akuffo Dampare par Shatta Wale, accusé d'avoir dénigré son travail[60],[61]. Le 3 mai 2024, à son arrivée à l'aéroport de Londres avant sa performance à Indigo at The O2, Shatta Wale a visiblement snobé le YouTuber Kwadwo Sheldon, qui lui avait tendu la main en guise de salutation[62].

L'artiste de dancehall Shatta Wale a rejoint la discussion autour de la manifestation OccupyJulorbiHouse, exprimant sa désapprobation de l'arrestation des manifestants qui marchaient vers Jubilee House le 21 septembre. Ses critiques des arrestations ont recueilli le soutien de nombreux fans, dont certains ont suggéré qu'il crée une chanson dédiée au président Akufo-Addo.

### Le rêve de l'avocat
Lors d'une interview accordée en octobre 2023 à Stefania Okereke de la BBC, Shatta Wale a exprimé ses regrets de ne pas avoir poursuivi une carrière dans le droit. Il a déclaré : « J'envisage de devenir avocat à l'avenir lorsqu'il se sentira prêt financièrement », malgré sa carrière musicale, car le droit était son aspiration initiale,.

## Vie personnelle
Shatta Wale a un fils appelé Majesty avec la mondaine ghanéenne Michelle Diamonds. Après avoir demandé la main de la mère de son fils sur scène lors du lancement de son album Reign en 2018, le couple Shatta, comme on les appelait, semblait destiné à l'autel jusqu'à leur séparation en 2019 pour des problèmes de violence domestique. En confirmant leur séparation, Michelle Diamonds s'est rendue sur les réseaux sociaux pour dire qu'elle était fatiguée de vivre avec un partenaire qui manque de confiance : « Personne ne veut être dans une relation abusive et épuisante », a-t-elle ajouté dans sa publication Instagram en 2019. Shatta Wale et sa petite amie, Maali, ont annoncé l'arrivée de leur premier enfant, une petite fille. Ils rendent leur relation publique en 2023 après avoir partagé des photos et des vidéos de leurs déménagements ensemble à plusieurs reprises. Il s'agit du quatrième enfant de Shatta Wale, mais de son premier avec Maali,.

## Discographie

### Albums
- Mixtape Green Times (2014)[71]
- Answers(The Hybrid) (2014)[72]
- After the Storm  (2016)[73]
- Cloud 9 (2017, mixtape hip-hop)[74]
- Reign (2018)[75]
- Wonder Boy (2019)[76]
- Manacles Of A Shatta (2020)[77]
- Maali (2023)[78]
- Konekt (2024)[78]
- Shatta and Fans Album (2024)

### Singles
| Année | Titre                                                                                       | Album                 | Ref.    |
| ----- | ------------------------------------------------------------------------------------------- | --------------------- | ------- |
| 2016  | Aroma                                                                                       | Currency Year Mixtape | [ 79 ]  |
| 2016  | Like You                                                                                    | After the Storm       | [ 80 ]  |
| 2015  | Reality                                                                                     | NC                    | [ 81 ]  |
| 2016  | Kill Dem with Prayers                                                                       | NC                    | [ 82 ]  |
| 2016  | Kakai                                                                                       | NC                    | [ 83 ]  |
| 2016  | Longtime                                                                                    | After the Storm       | [ 84 ]  |
| 2016  | Dancehall King (Part 2)                                                                     | After The Storm       | [ 85 ]  |
| 2017  | Haters                                                                                      | NC                    | [ 86 ]  |
| 2017  | Affi Di Money                                                                               | NC                    | [ 87 ]  |
| 2017  | Shame On You                                                                                | Unknown               | [ 88 ]  |
| 2017  | Disaster                                                                                    | African Takeover      | [ 89 ]  |
| 2017  | Patoranking                                                                                 | African Takeover      |         |
| 2018  | Zylofon                                                                                     | NC                    | [ 90 ]  |
| 2018  | True Believer                                                                               | NC                    | [ 91 ]  |
| 2018  | Ego Taya Dem                                                                                | NC                    | [ 92 ]  |
| 2018  | Storm                                                                                       | NC                    | [ 93 ]  |
| 2018  | Shito                                                                                       | NC                    | [ 94 ]  |
| 2018  | Performer                                                                                   | NC                    |         |
| 2018  | Thunder Fire                                                                                | NC                    | [ 95 ]  |
| 2018  | Don't Baby My baby                                                                          | Reign                 |         |
| 2018  | Bend Over                                                                                   | Reign                 | [ 96 ]  |
| 2018  | Squeeze                                                                                     | Reign                 |         |
| 2018  | I Regret                                                                                    | Reign                 |         |
| 2018  | If i See                                                                                    | Reign                 |         |
| 2018  | Give Dem Something                                                                          | Reign                 |         |
| 2018  | Crazy                                                                                       | Reign                 |         |
| 2018  | Amount                                                                                      | Reign                 |         |
| 2018  | Wonders                                                                                     | Reign                 |         |
| 2018  | Rosalinda                                                                                   | Reign                 |         |
| 2018  | Sister Sister                                                                               | Reign                 |         |
| 2018  | Mama Stories                                                                                | Reign                 |         |
| 2018  | Gringo                                                                                      | Reign                 |         |
| 2018  | My Mind Is Made Up                                                                          | Reign                 |         |
| 2018  | Caesar                                                                                      | Reign                 |         |
| 2018  | Exodus                                                                                      | Reign                 |         |
| 2018  | One Way Style                                                                               | Reign                 |         |
| 2018  | My Level                                                                                    | NC                    |         |
| 2019  | Shatta with 9 (feat. 9TYZ)                                                                  | NC                    |         |
| 2019  | Packaging (feat. Medikal)                                                                   | NC                    |         |
| 2019  | Run 4 yuh life                                                                              | NC                    |         |
| 2019  | No Look                                                                                     | NC                    |         |
| 2019  | Weather Forecast                                                                            | NC                    |         |
| 2019  | I Hate Nonsense                                                                             | NC                    |         |
| 2019  | Borjor                                                                                      | NC                    |         |
| 2020  | Miss Money                                                                                  | NC                    | [ 97 ]  |
| 2020  | Ahodwo Las Vegas ft Kofi Jamar, Amerado, Ypee, Kweku Flick, King Paluta, Phrimpong & Phaize | NC                    | [ 98 ]  |
| 2020  | Party with the Stars (Feat. Munga Honorable, Tifa)                                          | NC                    | [ 99 ]  |
| 2022  | Born Crey                                                                                   | NC                    | [ 100 ] |
| 2022  | Bess Lyf ft Jupitar                                                                         | NC                    | [ 101 ] |
| 2022  | Fear Mi                                                                                     | NC                    | [ 102 ] |
| 2022  | On God                                                                                      | NC                    | [ 103 ] |
| 2022  | Shoulder                                                                                    | NC                    |         |
| 2022  | Hunter                                                                                      | NC                    |         |
| 2024  | 2024                                                                                        | NC                    |         |
| 2024  | Designer                                                                                    | NC                    |         |
| 2024  | Who say                                                                                     | NC                    |         |
| 2024  | Blessings ft Amerado                                                                        | Shatta and Fans Album | .       |

## Vidéographie
| Année | Titre                              | Réalisateur        | Ref.    |
| ----- | ---------------------------------- | ------------------ | ------- |
| 2020  | Hajia Bintu (feat. Ara B & Captan) | Shatta Wale & PKMI | .       |
| 2019  | Island                             | Yaw Skyface        | .       |
| 2019  | Crazy                              | sesan              |         |
| 2018  | My level                           | Sesan              | .       |
| 2018  | Gringo                             | Sesan              | [ 108 ] |
| 2018  | Bullet Proof                       | Sesan              | [ 109 ] |
| 2017  | Nobody Go Talk                     | Rex                | [ 110 ] |
| 2017  | Life Changer                       | Rex                | [ 111 ] |
| 2017  | Waitti                             | Will Drey          | [ 112 ] |
| 2017  | Ayoo                               | Sire Chopperson    | [ 113 ] |
| 2017  | Taking Over                        | Sire Chopperson    | [ 114 ] |
| 2016  | Shatta Story                       | Mexx Studio        | [ 115 ] |
| 2016  | Krom Aye Shi (Town Make Hot)       | Lex MacCarthy      | [ 116 ] |
| 2016  | Too Sweet                          | Will Drey          | [ 117 ] |
| 2016  | Story to Tell                      | Prince Dovlo       | [ 118 ] |
| 2016  | Too Much Chemical                  | Prince Dovlo       | [ 119 ] |
| 2016  | Kill Dem with Prayers              | Lex MacCarthy      | [ 120 ] |
| 2016  | Kakai                              | Xpress Philms      |         |
| 2016  | Baby (Chop Kiss)                   | Lex MacCarthy      | [ 121 ] |
| 2013  | Every Body Like My Tin             | PressPlay Vidz     | 48      |
| 2015  | Gather Around                      | Lex MacCarthy      | 49      |

## Filmographie
| Année | Titre                                       | Rôle        | Réf.    |
| ----- | ------------------------------------------- | ----------- | ------- |
| 2016  | Shattered Lives                             | NC          | [ 122 ] |
| 2014  | Never Say Never                             | NC          | [ 123 ] |
| 2018  | The Trial of Shatta Wale(Kejetia Vs Makola) | Shatta Wale |         |
| 2023  | Serwaa                                      |             | [ 124 ] |

## Prix et nominations
En 2014, Shatta Wale est nommé pour les Maiden GN Bank Awards,, en tant que musicien masculin de l'année du choix du public.
| Année | Evenement                                   | Prix                                            | Nommé                                        | Résultat   | Reference |
| ----- | ------------------------------------------- | ----------------------------------------------- | -------------------------------------------- | ---------- | --------- |
| 2013  | Ghana Music Awards                          | Reggae Dancehall Song of the Year – Shatta City | Shatta Wale                                  | Nomination | ,         |
| 2014  | Channel O Music Video Awards                | Most Gifted Ragga Dancehall Video               | Everybody Likes My Ting                      | Nomination | ,         |
| 2014  | 4Syte TV Music Video Awards                 | Best Reggae/Dancehall Video                     | Everybody Likes My Ting                      | Lauréat    | [ 132 ]   |
| 2014  | 4Syte TV Music Video Awards                 | Most Popular Video                              | Everybody Likes My Ting                      | Lauréat    | [ 132 ]   |
| 2014  | 2014 Nigeria Entertainment Awards           | African Artiste of the Year                     |                                              | Lauréat    | [ 133 ]   |
| 2014  | African Muzik Magazine Awards               | Best Male West Africa                           |                                              | Nomination | [ 134 ]   |
| 2014  | African Muzik Magazine Awards               | Best Dancehall Artiste                          |                                              | Nomination | [ 134 ]   |
| 2014  | Ghana Music Awards                          | Artiste of the Year                             |                                              | Lauréat    | [ 135 ]   |
| 2014  | Ghana Music Awards                          | Best Collaboration of the Year                  | Hot Cake Pope Skinny feat. Shatta Wale       | Nomination | [ 135 ]   |
| 2014  | Ghana Music Awards                          | Reggae/Dancehall Song of the Year               | Hot Cake Pope Skinny feat. Shatta Wale       | Nomination | [ 135 ]   |
| 2014  | Ghana Music Awards                          | Reggae/Dancehall Song of the Year               | "Fever" D2 feat. Shatta Wale                 | Nomination | [ 135 ]   |
| 2014  | Ghana Music Awards                          | Reggae/Dancehall Song of the Year               | Dancehall King                               | Lauréat    | [ 135 ]   |
| 2014  | Nigerian Entertainment Awards               | African Artiste of the Year                     |                                              | Lauréat    | [ 136 ]   |
| 2014  | BASS Awards                                 | Best Performer of the Year                      |                                              | Lauréat    | ,         |
| 2014  | BASS Awards                                 | Best Collaboration of the year                  | D2 ft. Shatta Wale – Fever                   | Nomination | ,         |
| 2014  | BASS Awards                                 | Best Collaboration of the year                  | Shatta Wale ft. D Black – Ina the Party      | Nomination | ,         |
| 2014  | BASS Awards                                 | Best Video Dancehall                            | Like My Thing                                | Lauréat    | ,         |
| 2014  | BASS Awards                                 | Dancehall Artiste of the Year                   | Shatta Wale – Enter the Net                  | Lauréat    | ,         |
| 2014  | International Reggae and World Music Awards | Best New Entertainer                            | Shatta Wale                                  | Lauréat    | [ 139 ]   |
| 2014  | Jigwe Awards                                | Jigwe Musician of the Year                      | Shatta Wale                                  | Lauréat    | [ 140 ]   |
| 2014  | Ghana DJ Awards                             | DJ's Song of the Year                           | Shatta Wale – Dancehall King                 | Lauréat    | [ 141 ]   |
| 2015  | African Entertainment Awards                | Best African Reggae / Dancehall Artiste         | Shatta Wale                                  | Nomination | ,         |
| 2015  | African Muzik Magazine Awards               | Best Dancehall Artiste                          | Shatta Wale                                  | Nomination | ,         |
| 2015  | Swish HQ UK Awards                          | Best Song                                       | Shatta Wale & Sonni Bali                     | Nomination | ,         |
| 2015  | International Reggae and World Music Awards | Best Music Video – You Can't Touch Me           | Shatta Wale                                  | Nomination | [ 151 ]   |
| 2015  | 3G Awards                                   | Publisher's Choice Award                        | Shatta Wale                                  | Lauréat    | [ 152 ]   |
| 2015  | MOBO Awards                                 | Best African Act                                | Shatta Wale                                  | Nomination | ,         |
| 2015  | GN Bank Awards                              | People's Choice Male Musician                   | Shatta Wale                                  | Lauréat    | [ 155 ]   |
| 2016  | Blogging and Social Media Awards            | Artiste with the Best Social Media Presence     | Shatta Wale                                  | Lauréat    | [ 156 ]   |
| 2016  | Golden Movie Awards Africa                  | Golden Discovery                                | Shatta Wale                                  | Lauréat    | ,         |
| 2016  | Africa Europe DJ Awards (Italy)             | Best Song of the Year – Kakai                   | Shatta Wale                                  | Lauréat    | [ 159 ]   |
| 2016  | Nigeria Entertainment Awards                | African Male Artiste of the Year                | Shatta Wale                                  | Lauréat    | ,         |
| 2016  | Afrimma Awards                              | Dancehall Artiste of the Year                   | Shatta Wale                                  | Lauréat    | ,         |
| 2016  | Africa Youth Choice Awards                  | Artiste of the Year                             | Shatta Wale                                  | Nomination | ,         |
| 2016  | City People Entertainment Awards            | Ghana Musician of the Year Award – Male         | Shatta Wale                                  | Lauréat    | [ 168 ]   |
| 2016  | Africa Entertainment Awards – US            | Best Dancehall Artiste                          | Shatta wale                                  | Lauréat    | ,         |
| 2016  | International Reggae and World Music Awards | Best African Song/Entertainer – Chop Kiss       | Shatta wale                                  | Lauréat    | ,         |
| 2016  | International Reggae and World Music Awards | Best Music Video -Chop Kiss                     | Shatta Wale                                  | Nomination | ,         |
| 2016  | Ghana Kids Choice Awards                    | Best Dancehall Icon of the Year                 | Shatta Wale                                  | Lauréat    | ,         |
| 2016  | African Royal Awards                        | Best International Act                          | Shatta Wale                                  | Lauréat    | [ 175 ]   |
| 2016  | Ghana DJ Awards                             | DJ's Song of the Year – Kakai                   | Shatta Wale                                  | Lauréat    | ,         |
| 2016  | African Entertainment Legends Awards        | African Dancehall Act of the Year               | Shatta Wale                                  | Nomination | ,         |
| 2016  | Ghana Music Awards UK                       | Music Producer of the Year                      | Shatta Wale (Da Maker)                       | Lauréat    | [ 180 ]   |
| 2016  | Ghana Music Awards UK                       | Most Popular Song – Kakai                       | Shatta Wale                                  | Lauréat    | [ 180 ]   |
| 2016  | Ghana Music Awards UK                       | Most Popular Song – Chop Kiss                   | Shatta Wale                                  | Nomination | [ 180 ]   |
| 2016  | Ghana Music Awards UK                       | Reggae / Dancehall Song of the Year – Kakai     | Shatta Wale                                  | Nomination | [ 180 ]   |
| 2016  | Ghana Music Awards UK                       | Reggae / Dancehall Song of the Year – Hol' It   | Shatta Wale                                  | Nomination | [ 180 ]   |
| 2016  | Ghana Music Awards UK                       | Reggae / Dancehall Artiste of the Year          | Shatta Wale                                  | Lauréat    | [ 180 ]   |
| 2016  | Ghana Music Awards UK                       | Album of the Year                               | After the Storm – Shatta Wale                | Nomination | [ 180 ]   |
| 2016  | Ghana Music Awards UK                       | Artiste of the Year                             | Shatta Wale                                  | Nomination | [ 180 ]   |
| 2016  | Ghana Music Awards UK 2018                  | Raggae/Dancehall song of the Year               | Shatta Wale                                  | Nomination | [ 181 ]   |
| 2016  | WatsUp African Music Video Awards           | Best West African Video                         | Chop Kiss – Shatta Wale                      | Nomination | [ 182 ]   |
| 2016  | WatsUp African Music Video Awards           | Best African Male Video                         | Chop Kiss – Shatta Wale                      | Nomination | [ 182 ]   |
| 2016  | WatsUp African Music Video Awards           | Best African Performance                        | After The Storm – Shatta Wale                | Nomination | [ 182 ]   |
| 2016  | WatsUp African Music Video Awards           | Best African Reggae/Dancehall Video             | Chop Kiss – Shatta Wale                      | Lauréat    | [ 182 ]   |
| 2016  | 4Syte Music Video Awards                    | Best Reggae/Dancehall Video                     | Shatta Wale                                  | Lauréat    | ,         |
| 2016  | 4Syte Music Video Awards                    | Most Popular Video                              | Shatta Wale                                  | Nomination | ,         |
| 2016  | 4Syte Music Video Awards                    | Best Directed Video                             | Shatta Wale                                  | Nomination | ,         |
| 2016  | 4Syte Music Video Awards                    | Best Story Line Video                           | Shatta Wale                                  | Nomination | ,         |
| 2016  | 4Syte Music Video Awards                    | Best Male Video                                 | Shatta Wale                                  | Nomination | ,         |
| 2016  | 4Syte Music Video Awards                    | Most Influential Artiste                        | Shatta Wale                                  | Lauréat    | ,         |
| 2016  | Ghana Peace Awards                          | Art for Peace of the Year                       | Shatta Wale                                  | Lauréat    | [ 185 ]   |
| 2016  | muzato emmerson Music Awards                | People Choice of the Year                       | Shatta Wale                                  | Lauréat    | [ 185 ]   |
| 2016  | Africa Youth Awards                         | Musician of the Year                            | Shatta Wale                                  | Nomination | [ 186 ]   |
| 2016  | Jigwe Awards                                | Jigwe Musician of the Year                      | Shatta Wale                                  | Nomination | ,         |
| 2017  | Ghana Music Honours                         | Best Producer                                   | Shatta Wale                                  | Lauréat    | [ 189 ]   |
| 2017  | Ghana Music Honours                         | People's Choice Award                           | Shatta Wale                                  | Lauréat    | [ 190 ]   |
| 2017  | Ghana Naija Showbiz Awards                  | Best Male Act                                   | Shatta Wale                                  | Lauréat    | ,         |
| 2017  | Ghana Entertainment Awards USA              | Best Song                                       | Shatta Wale-Kakai                            | Lauréat    | ,         |
| 2017  | EMY Africa Awards                           | Man of the Year – Entertainment                 | Shatta Wale                                  | Nomination | [ 195 ]   |
| 2017  | Ghana Entertainment Awards USA              | Best Entertainer                                | Shatta Wale                                  | Lauréat    | ,         |
| 2017  | African Pride Awards                        | Artiste of the Year                             | Shatta Wale                                  | Lauréat    | ,         |
| 2017  | Ghana Events Awards                         | Best Event Set Up                               | Shatta Wale (After the Storm Concert)        | Lauréat    | ,         |
| 2017  | Ghana Music Awards UK                       | Afro Beats Artiste of the Year                  | Shatta Wale                                  | Lauréat    | ,         |
| 2017  | Ghana Music Awards UK                       | Collaboration of the Year                       | Shatta Wale ft Addi sef, Captan & Joint 77   | Lauréat    | ,         |
| 2017  | Ghana Music Awards UK                       | Artiste of the Year                             | Shatta Wale                                  | Lauréat    | ,         |
| 2017  | Ghana Music Awards UK                       | Afro Pop Artiste of the Year                    | Shatta Wale                                  | Lauréat    | ,         |
| 2017  | Ghana Music Awards UK                       | Reggae/Dancehall Artiste of the Year            | Shatta Wale                                  | Lauréat    | ,         |
| 2017  | Eastern Music Awards                        | Most Influential Artiste of the Year            | Shatta Wale                                  | Lauréat    | [ 202 ]   |
| 2017  | African Entertainment Awards (US)           | Best Dancehall Artiste                          | Shatta Wale                                  | Lauréat    | [ 203 ]   |
| 2017  | People's Celebrity Awards                   | Favourite Male Musician                         | Shatta Wale                                  | Lauréat    | [ 204 ]   |
| 2017  | People's Celebrity Awards                   | Ultimate People's Celebrity                     | Shatta Wale                                  | Lauréat    | [ 204 ]   |
| 2017  | 4Syte Music Video Awards                    | Most Popular Video                              | Shatta Wale- Taking Over                     | Lauréat    | [ 205 ]   |
| 2017  | Soundcity MVP Awards Festival               | Best Male MVP                                   | Shatta Wale                                  | Nomination | [ 206 ]   |
| 2017  | Soundcity MVP Awards Festival               | African Artiste of the Year                     | Shatta Wale                                  | Nomination | [ 206 ]   |
| 2017  | Soundcity MVP Awards Festival               | Digital Artiste of the Year                     | Himself                                      | Nomination | [ 206 ]   |
| 2018  | 3 Music Awards                              | Song of the Year                                | Ayoo                                         | Lauréat    | [ 207 ]   |
| 2018  | 3 Music Awards                              | Song Writer of the Year                         | Shatta Wale                                  | Lauréat    | [ 207 ]   |
| 2018  | 3 Music Awards                              | Facebook Star of the Year                       | Shatta Wale                                  | Lauréat    | [ 207 ]   |
| 2018  | 3 Music Awards                              | Male Act of the Year                            | Shatta Wale                                  | Lauréat    | [ 207 ]   |
| 2018  | Ghana Music Awards                          | Best Collaboration of the Year                  | Taking Over                                  | Lauréat    | [ 207 ]   |
| 2018  | Ghana Music Awards                          | Dancehall Artiste of the Year                   | Shatta Wale                                  | Nomination | [ 207 ]   |
| 2018  | Ghana Music Awards                          | Dancehall Song of the Year                      | Dem Confuse                                  | Nomination | [ 207 ]   |
| 2018  | Ghana Music Awards                          | Hiplife Song of the Year                        | Ayoo                                         | Nomination | [ 207 ]   |
| 2018  | Ghana Music Awards                          | Song of the Year                                | Taking Over                                  | Nomination | [ 207 ]   |
| 2018  | African Entertainment Awards (US)           | Best Dancehall Act                              | Shatta Wale                                  | Lauréat    | [ 208 ]   |
| 2018  | Ghana Entertainment Awards (US)             | Best Song                                       | Taking Over                                  | Lauréat    | [ 207 ]   |
| 2018  | Ghana Entertainment Awards (US)             | Best Collaboration                              | Taking Over                                  | Lauréat    | [ 207 ]   |
| 2018  | Ghana Entertainment Awards (US)             | Best Entertainer                                | Shatta Wale                                  | Lauréat    | [ 207 ]   |
| 2018  | Ghana Entertainment Awards (US)             | Best Reggae/Dancehall Act                       | Shatta Wale                                  | Nomination | [ 207 ]   |
| 2019  | Ugandan Music Excellence Awards             | Best African Music Video                        | Shatta Wale                                  | Lauréat    | [ 209 ]   |
| 2019  | 3 Music Awards                              | Viral Song of the Year                          | Shatta Wale-Gringo                           | Lauréat    | ,         |
| 2019  | 3 Music Awards                              | Highlife Song of the Year                       | Shatta Wale                                  | Nomination | ,         |
| 2019  | 3 Music Awards                              | Reggae Dancehall Song of the Year               | Shatta Wale-Gringo                           | Lauréat    | ,         |
| 2019  | 3 Music Awards                              | Digital Artiste of the Year                     | Shatta Wale                                  | Lauréat    | ,         |
| 2019  | 3 Music Awards                              | Fan Army of the Year                            | Shatta movement-Shatta Wale                  | Lauréat    | ,         |
| 2019  | 3 Music Awards                              | Reggae Dancehall Act of the Year                | Shatta Wale                                  | Lauréat    | ,         |
| 2019  | 3 Music Awards                              | Music Video of the Year                         | Shatta Wale-Gringo                           | Lauréat    | ,         |
| 2019  | 3 Music Awards                              | Album of the Year                               | Shatta Wale-Reign Album                      | Nomination | ,         |
| 2019  | 3 Music Awards                              | Song of the Year                                | Shatta Wale-My Level                         | Lauréat    | ,         |
| 2019  | 3 Music Awards                              | Male Act of the Year                            | Shatta Wale                                  | Lauréat    | ,         |
| 2019  | Vodafone Ghana Music Awards                 | Artiste of the Year                             | Shatta Wale                                  | En attente | [ 212 ]   |
| 2019  | Vodafone Ghana Music Awards                 | Highlife Song of the Year                       | Shatta Wale-My Level                         | Lauréat    | [ 212 ]   |
| 2019  | Vodafone Ghana Music Awards                 | Reggae Dancehall Song of the Year               | Shatta Wale-Gringo                           | Lauréat    | [ 212 ]   |
| 2019  | Vodafone Ghana Music Awards                 | Afro Pop Song of the Year                       | Shatta Wale – Thunder Fire feat SM Militants | Nomination | [ 212 ]   |
| 2019  | Vodafone Ghana Music Awards                 | Reggae Dancehall Artiste of the Year            | Shatta Wale                                  | Nomination | [ 212 ]   |
| 2019  | Vodafone Ghana Music Awards                 | Best Video of the Year                          | Shatta Wale – Gringo (Dir Sesan)             | Nomination | [ 212 ]   |
| 2019  | Vodafone Ghana Music Awards                 | Vodafone Most Popular Song of the Year          | Shatta Wale-My Level                         | En attente | [ 212 ]   |
| 2019  | Vodafone Ghana Music Awards                 | Album of the Year                               | Shatta Wale-Reign Album                      | Nomination | [ 212 ]   |
| 2019  | Vodafone Ghana Music Awards                 | Best African Collaboration                      | Shatta Wale ft Olamide                       | Nomination | [ 212 ]   |
| 2019  | Vodafone Ghana Music Awards                 | Artiste of the Decade                           | Shatta Wale                                  | Nomination | [ 212 ]   |
| 2019  | Ghana Music Awards UK                       | Reggae Dancehall Artist of the Year             | Himself                                      | Lauréat    | [ 213 ]   |
| 2019  | Ghana Music Awards UK                       | Popular Song of the Year                        | My Level                                     | Lauréat    | [ 213 ]   |